# Aurières
Aurières település Franciaországban, Puy-de-Dôme megyében. Lakosainak száma 379 fő (2022. január 1.). Aurières Aydat, Nébouzat, Saint-Bonnet-près-Orcival, Saulzet-le-Froid és Vernines községekkel határos.

## Népesség
A település népességének változása:
| Lakosok száma | 323  | 315  | 324  | 331  | 346  | 362  | 369  | 372  | 379  |
|               | 2013 | 2015 | 2016 | 2017 | 2018 | 2019 | 2020 | 2021 | 2022 |